# Бункер

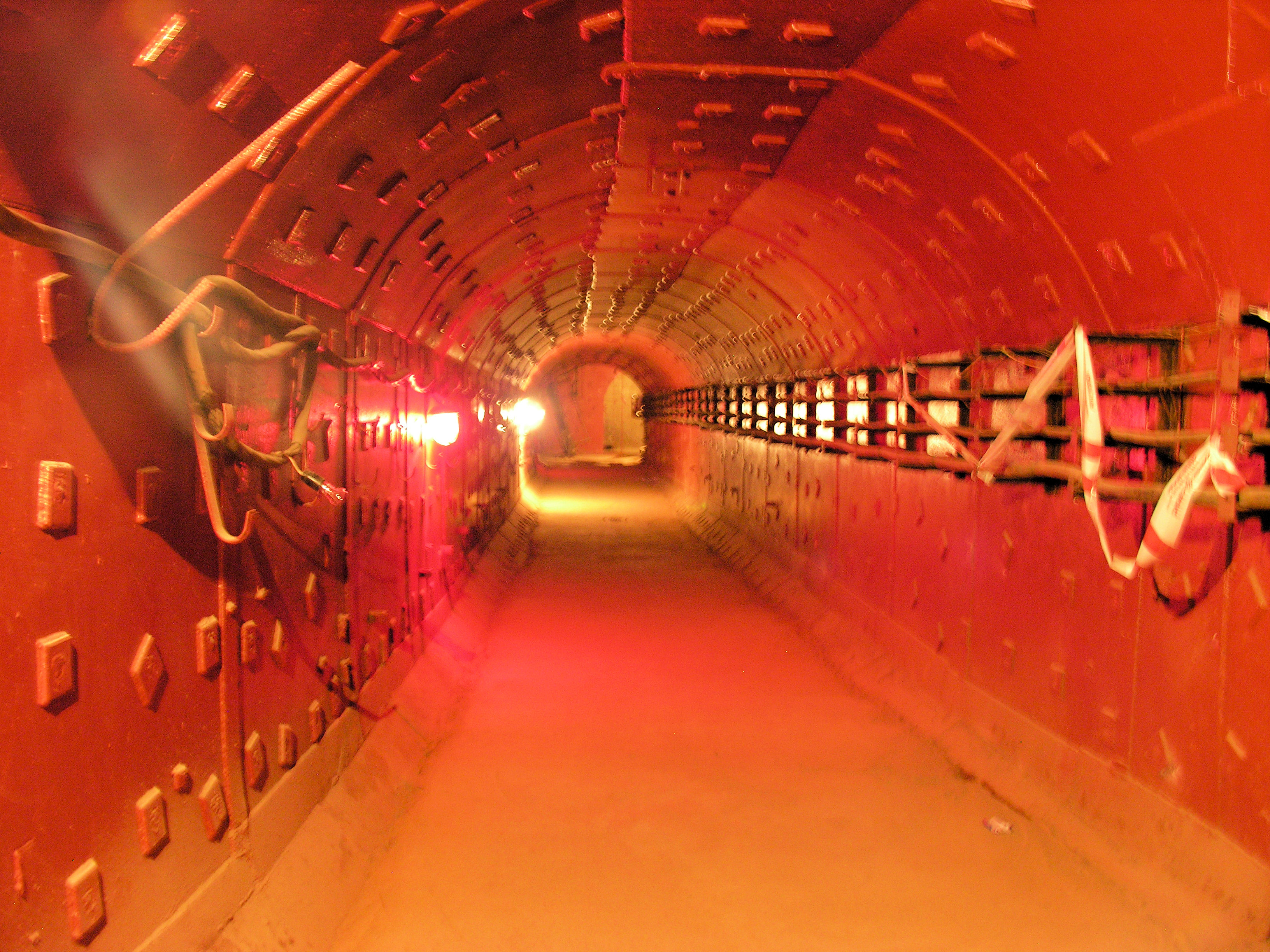
Туннель в ЗКП «Таганский»

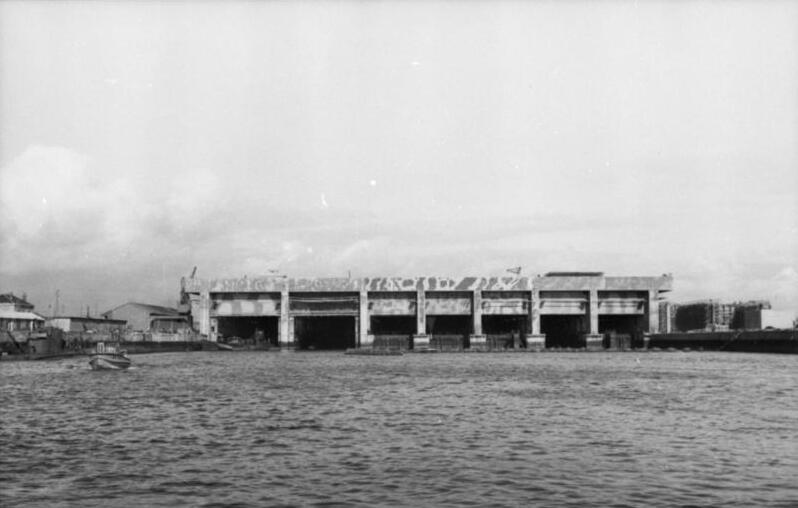
Укрытие для подводных лодок во Франции, 1 сентября 1942 года

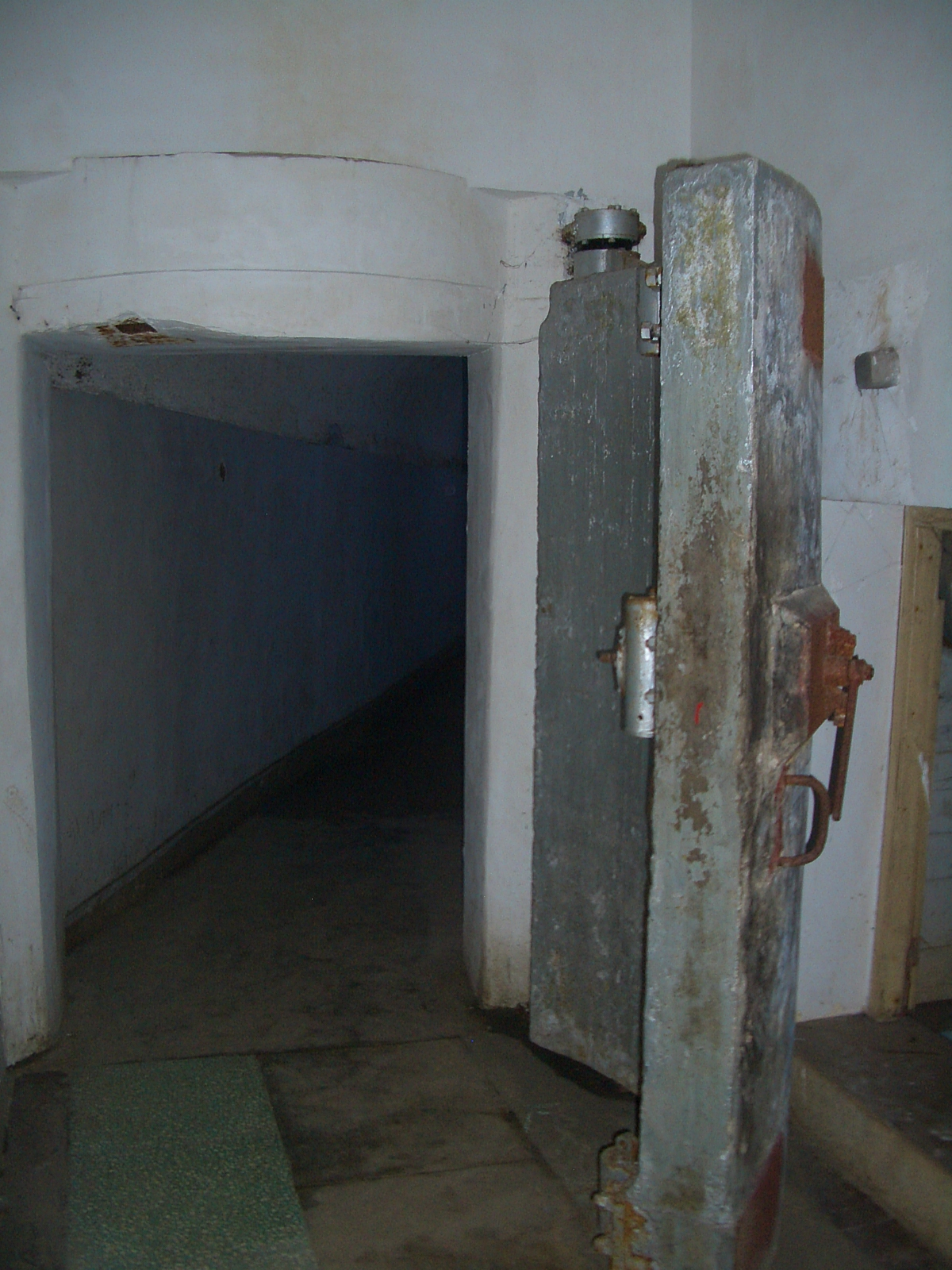
Дверь в тоннеле «Проекта 131»

Бу́нкер (нем. Bunker) — хорошо укреплённое защитное или оборонительное сооружение, чаще всего подземное.
Само слово «бункер» является заимствованным и не относится к русскоязычной военной терминологии, в России для обозначения подобных сооружений традиционно используются термины «убежище», «укрытие», «каземат», «ДОТ», «ЗКП», «подземное сооружение» и другие. В англоязычной терминологии ДОТ (англ. pillbox) рассматривается как одна из разновидностей бункера.

## История
Появление в вооружённых силах многих государств мира мощных средств поражения — крупнокалиберной артиллерии и многокилограммовых авиационных бомб — заставило военных инженеров в оборонительных целях совершенствовать и стационарные средства групповой защиты, выразившиеся в их размещении на большой глубине под землёй.
Бункеры обычно сооружаются под землёй котлованным или подземным способом, но бывают полузаглублённые и также поверхностные, если того требуют условия обороны или условия строительства (высокое залегание грунтовых вод, слишком прочные породы, не позволяющие быстро построить сооружение). В СССР синонимом бункера для гражданской обороны последовательно были газоубежище, бомбоубежище и убежище, защитное сооружение (ЗС ГО); последний термин используется сегодня.
Бункеры интенсивно использовались во время Второй мировой войны для размещения командных центров, узлов связи, складов и других важных объектов военного назначения. Особенно хорошо известны бункеры нацистской Германии Волчье логово, Вервольф, Фюрербункер, Regenwurmlager, бункеры подводных лодок в европейских странах, и т. н. сталинские бункеры Советского Союза в Москве, Подмосковье и в «запасной столице» Куйбышеве.
В конце войны с 16 января до 30 апреля 1945 года вместе с другими высшими нацистскими руководителями Гитлер и Ева Браун пребывали в Фюрербункере, где и покончили с собой, не желая сдаться в плен советским войскам.
Во время Холодной войны продолжали использоваться бункеры Второй мировой войны, а также на случай ядерной войны сооружались огромные бункеры для командной инфраструктуры управления войсками и государством, для укрытия правительств, для размещения войск, подземных аэродромов и ангаров кораблей и подводных лодок. Знаменитые бункеры американо-канадской системы воздушного предупреждения NORAD включают подземные командные пункты США в горе Шайенн. Советский Союз также очень активно строил стратегические бункеры, среди которых позже стали особенно известны таганский и измайловский командные бункеры, павелецкий бункер-хранилище и связанный с метро-2 подземный город-укрытие в Раменках в Москве, командный и ангарный бункеры флота в Балаклаве, подземный город в Межгорье. Противостоящий как Западу, так и СССР маоистский Китай также сооружал стратегические бункеры, например, проект 131. Рассорившийся с покровителями СССР сначала и КНР — затем, закрытый и параноидально ожидавший нападения как с капиталистического Запада, так и с социалистического Востока, сталинистский режим в Албании стал известен сооружением не только нескольких крупных бункеров для войск, кораблей, самолетов и правительства, но и рекордного количества (по одному на 17 жителей) малых бункеров-дотов с направленными в разные стороны бойницами.
После окончания Холодной войны в США, России и ряде других стран бункеры стали частью постапокалиптической культуры. Ставшие известными стратегические бункеры, локальные бункеры во дворах и убежища в подвалах домов или их образы активно используются в компьютерных играх, романах, а также в ролевых играх, шоу и перфомансах. Многие известные бункеры стали музеями.
Пандемия COVID-19 спровоцировала рост спроса на строительство бункеров, в которых состоятельные люди намерены в случае наступления социально-экономического краха укрыться от массовых беспорядков (сурвивализм).

## См. также

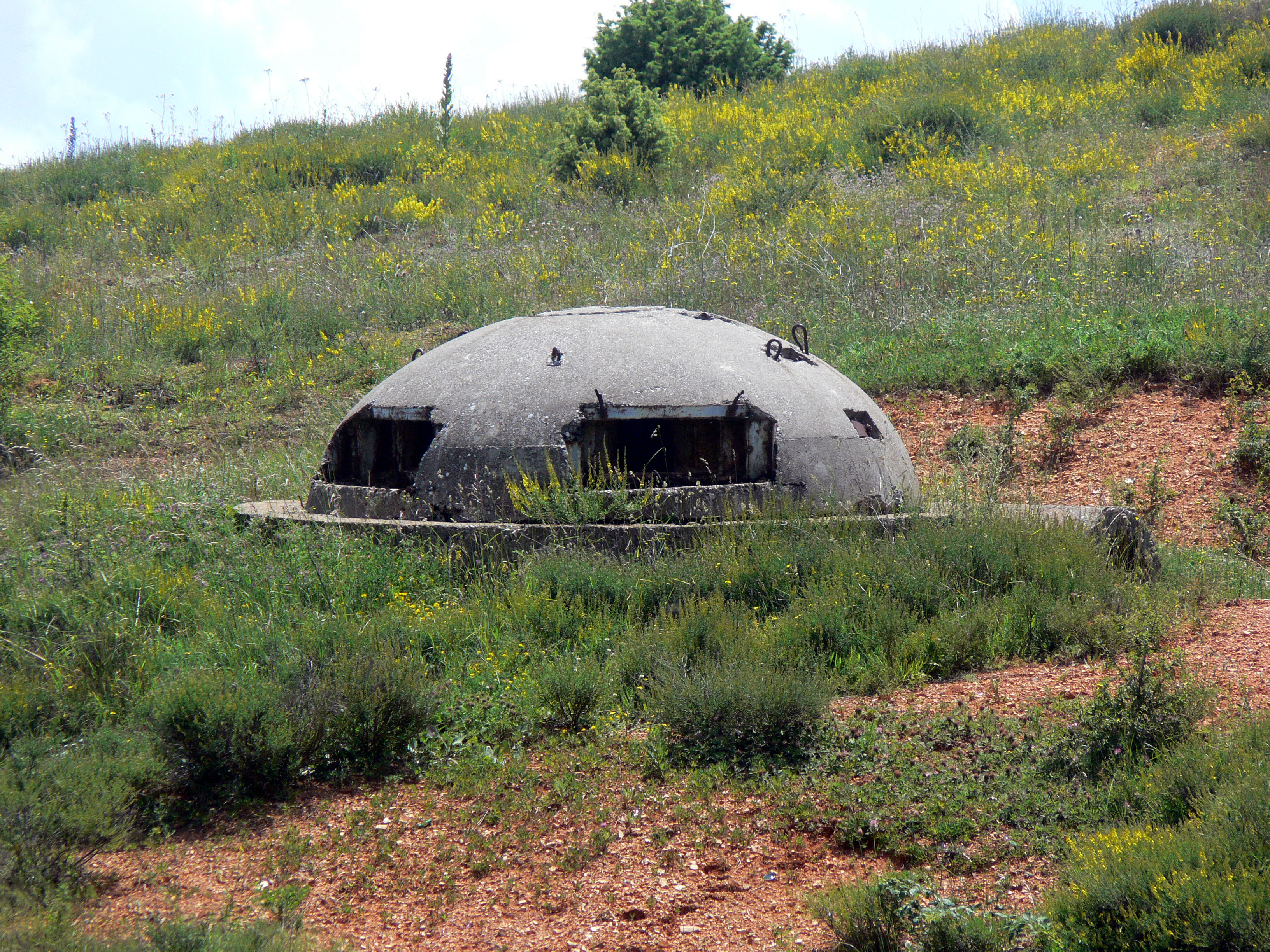
Один из более чем 173 000 бункеров, построенных в Албании во время правления Энвера Ходжи для защиты от возможного вторжения иностранных войск.